# Bourth
Bourth és un municipi francès situat al departament de l'Eure i a la regió de Normandia. L'any 2007 tenia 1.204 habitants.

## Demografia

### Població
El 2007 la població de fet de Bourth era de 1.204 persones. Hi havia 507 famílies, de les quals 155 eren unipersonals (66 homes vivint sols i 89 dones vivint soles), 174 parelles sense fills, 159 parelles amb fills i 19 famílies monoparentals amb fills.
La població ha evolucionat segons el següent gràfic:
Habitants censats

### Habitatges
El 2007 hi havia 668 habitatges, 518 eren l'habitatge principal de la família, 92 eren segones residències i 59 estaven desocupats. 644 eren cases i 20 eren apartaments. Dels 518 habitatges principals, 391 estaven ocupats pels seus propietaris, 115 estaven llogats i ocupats pels llogaters i 12 estaven cedits a títol gratuït; 6 tenien una cambra, 17 en tenien dues, 111 en tenien tres, 167 en tenien quatre i 216 en tenien cinc o més. 437 habitatges disposaven pel capbaix d'una plaça de pàrquing. A 268 habitatges hi havia un automòbil i a 203 n'hi havia dos o més.

### Piràmide de població
La piràmide de població per edats i sexe el 2009 era:
| Homes | Edats   | Dones |
| ----- | ------- | ----- |
| 0     | 95 o +  | 0     |
| 0     | 90 a 94 | 1     |
| 4     | 85 a 89 | 7     |
| 9     | 80 a 84 | 14    |
| 19    | 75 a 79 | 28    |
| 31    | 70 a 74 | 41    |
| 38    | 65 a 69 | 27    |
| 28    | 60 a 64 | 26    |
| 24    | 55 a 59 | 40    |
| 47    | 50 a 54 | 28    |
| 54    | 45 a 49 | 40    |
| 37    | 40 a 44 | 27    |
| 61    | 35 a 39 | 40    |
| 31    | 30 a 34 | 50    |
| 44    | 25 a 29 | 32    |
| 27    | 20 a 24 | 21    |
| 46    | 15 a 19 | 33    |
| 33    | 10 a 14 | 31    |
| 35    | 5 a 9   | 69    |
| 32    | 0 a 4   | 51    |

## Economia
El 2007 la població en edat de treballar era de 730 persones, 531 eren actives i 199 eren inactives. De les 531 persones actives 474 estaven ocupades (263 homes i 211 dones) i 57 estaven aturades (31 homes i 26 dones). De les 199 persones inactives 80 estaven jubilades, 57 estaven estudiant i 62 estaven classificades com a «altres inactius».

### Ingressos
El 2009 a Bourth hi havia 512 unitats fiscals que integraven 1.227,5 persones, la mediana anual d'ingressos fiscals per persona era de 16.724 €.

### Activitats econòmiques
Dels 73 establiments que hi havia el 2007, 1 era d'una empresa alimentària, 3 d'empreses de fabricació d'altres productes industrials, 14 d'empreses de construcció, 21 d'empreses de comerç i reparació d'automòbils, 2 d'empreses de transport, 6 d'empreses d'hostatgeria i restauració, 3 d'empreses d'informació i comunicació, 3 d'empreses financeres, 3 d'empreses immobiliàries, 7 d'empreses de serveis, 4 d'entitats de l'administració pública i 6 d'empreses classificades com a «altres activitats de serveis».
Dels 20 establiments de servei als particulars que hi havia el 2009, 1 era una oficina de correu, 3 tallers de reparació d'automòbils i de material agrícola, 3 paletes, 1 guixaire pintor, 3 fusteries, 2 electricistes, 1 empresa de construcció, 2 perruqueries, 3 restaurants i 1 agència immobiliària.
Dels 7 establiments comercials que hi havia el 2009, 1 era una botiga de més de 120 m², 1 una botiga de menys de 120 m², 1 una fleca, 1 una peixateria, 1 una botiga de material de revestiment de parets i terra, 1 un drogueria i 1 una joieria.
L'any 2000 a Bourth hi havia 29 explotacions agrícoles que ocupaven un total de 1.110 hectàrees.

## Equipaments sanitaris i escolars
L'únic equipament sanitari que hi havia el 2009 era una farmàcia.
El 2009 hi havia una escola elemental.

## Poblacions més properes
El següent diagrama mostra les poblacions més properes.